# Železniško postajališče Šempeter v Savinjski dolini
Železniško postajališče Šempeter v Savinjski dolini je eno izmed železniških postajališč v Sloveniji, ki oskrbuje bližnje naselje Šempeter v Savinjski dolini.